# Каниці (Лодзинське воєводство)
Каниці (пол. Kanice) — село в Польщі, у гміні Жечиця Томашовського повіту Лодзинського воєводства.
Населення — 213 осіб (2011).
У 1975-1998 роках село належало до Пйотрковського воєводства.

## Демографія
Демографічна структура станом на 31 березня 2011 року:
|          | Загалом | Допрацездатний вік | Працездатний вік | Постпрацездатний вік |
| -------- | ------- | ------------------ | ---------------- | -------------------- |
| Чоловіки | 111     | 27                 | 72               | 12                   |
| Жінки    | 102     | 24                 | 55               | 23                   |
| Разом    | 213     | 51                 | 127              | 35                   |